# Mole Creek
Mole Creek is een plaats in de Australische deelstaat Tasmanië en telt 223 inwoners (2006).